# Zasieki

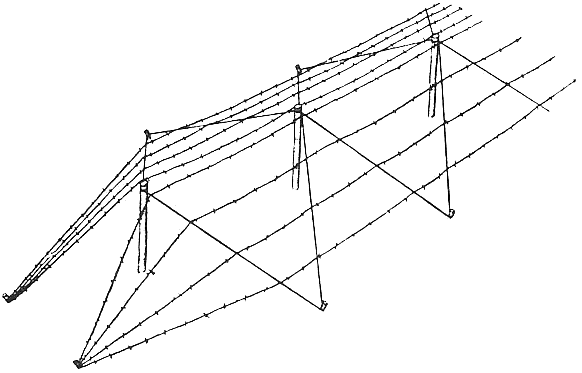
Przykład zasieków z drutu kolczastego – sieć kolczasta zwykła

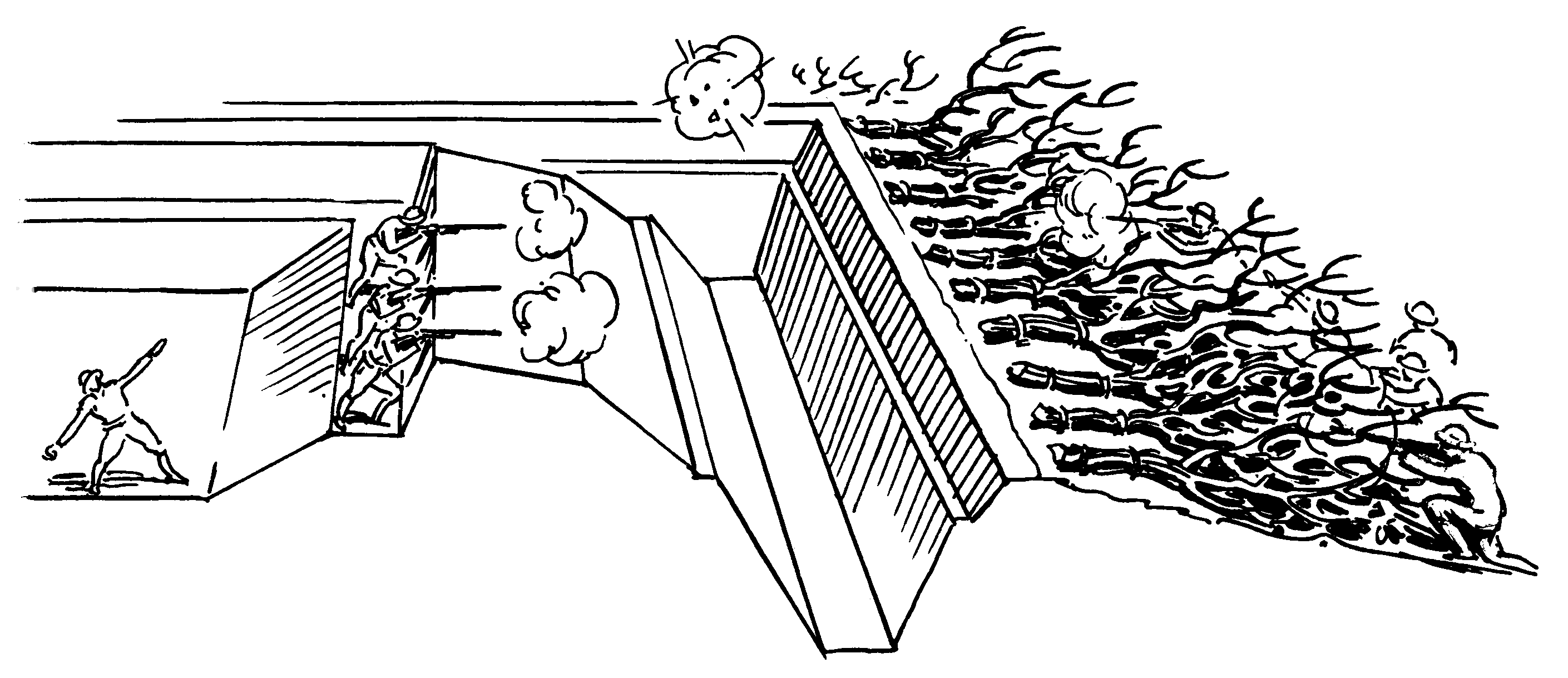
Przykład zasieków z pni drzew

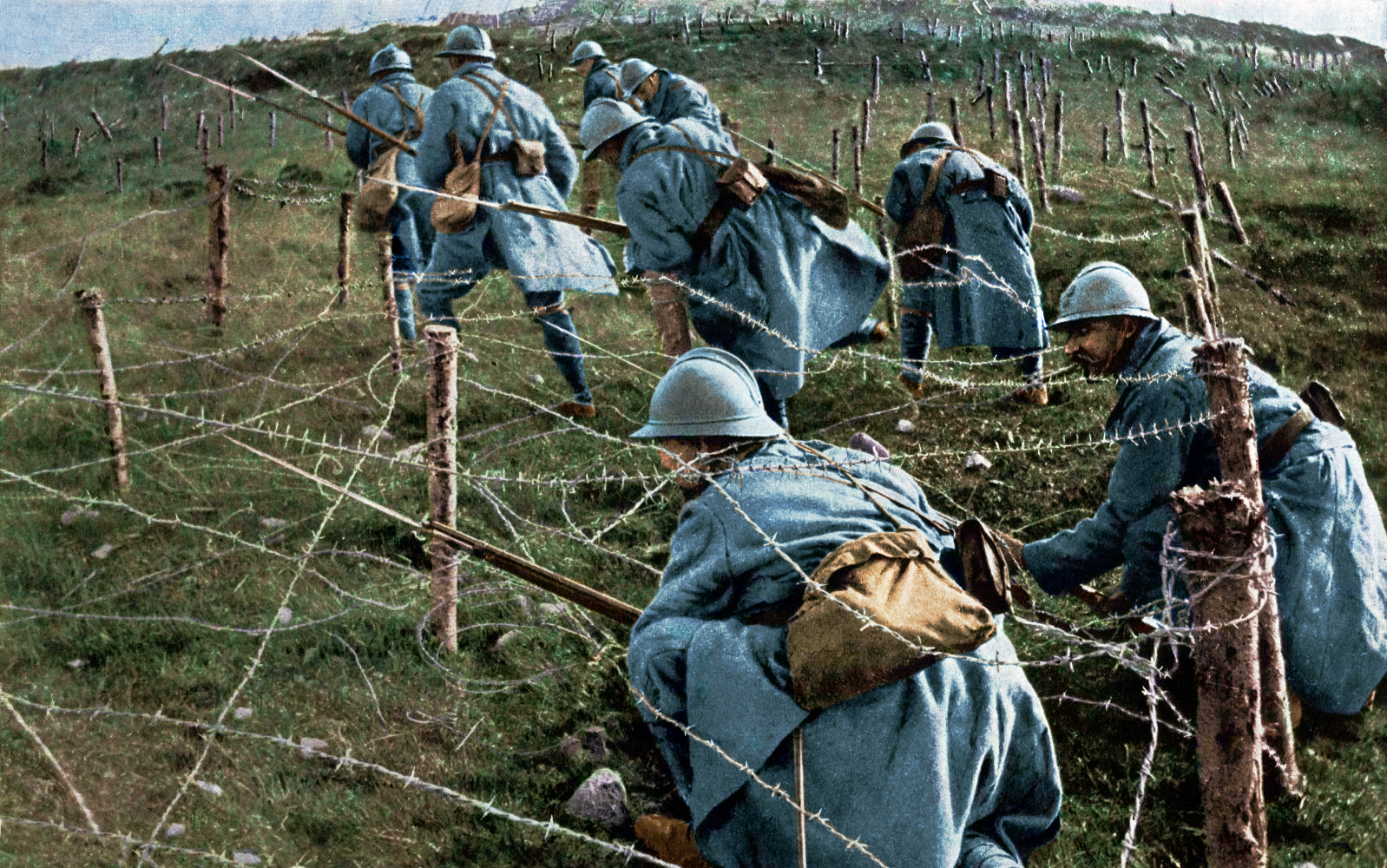
Żołnierze francuscy pokonujący zasieki w czasie I wojny światowej

Zasieki (starop. zasiek, zasiecz)  – potocznie doraźna przeszkoda na przedpolu wykonywana w celu utrudnienia podejścia do linii obronnej, zwykle przeciwpiechotna. 
Dawniej wykonywane z pni drzew w miejscach, których nie dało się ufortyfikować wałami ziemnymi. Ścięte drzewa, wraz z konarami i gałęziami tworzyły zaporę niedostępną dla konnicy. Zasieki tego typu stosowane były już w średniowieczu (zob. Przesieka Śląska) zarówno do spowalniania taborów nieprzyjaciela, jak i do blokowania ucieczki sił wroga w okrążeniu. Ostatni raz tego typu zasieki stosowali Kurpie w czasie potopu szwedzkiego. 
Od XIX wieku zasieki zaczęto wykonywać z drutu kolczastego rozpiętego na podporach z drewna lub metalu (tego typu zapora funkcjonuje w terminologii polskiej jako zapora drutowa). Obecnie zasieki występują w postaci luźnych, splątanych ze sobą zwojów drutu kolczastego albo drutu ostrzowego, tworząc tzw. sieć kolczastą.